# Pico da Esperança
Der Pico da Esperança („Berg der Hoffnung“) ist der höchste Berg der Azoreninsel São Jorge. Er liegt im Gemeindegebiet von Norte Grande im Kreis Velas.
Er ist wie die gesamte Insel vulkanischen Ursprungs und weist in seinem Krater zwei kleine Seen auf. Benachbarte Berge sind der Pico Montoso (945 m) im Westen, der Morro Pelado (1018 m) im Nordwesten und der Pico de Areiro (954 m) im Südosten.
Der Pico da Esperança ist leicht zu besteigen, z. B. auf dem markierten Wanderweg PR4SJO (Pico do Pedro – Pico da Esperança – Fajã do Ouvidor). Von seinem Gipfel sieht man bei klarem Wetter alle Inseln der zentralen Gruppe – Graciosa im Norden, Terceira im Osten, Pico im Südwesten und Faial im Westen. 1988 wurde zum Erhalt der endemischen Vegetation das Waldschutzgebiet Reserva florestal natural do Pico da Esperança eingerichtet, das vom Pico do Carvao über den Morro Pelado bis zum Pico da Esperança reicht.
Der letzte Ausbruch des Pico da Esperança erfolgte 1808.